# Myoictis melas
El dasiuro de tres rayas (Myoictis melas) es una especie de marsupial dasiuromorfo de la familia Dasyuridae endémica de Nueva Guinea e islas cercanas.

## Hábitat y distribución
Junglas y bosques húmedos de tierras bajas y media montaña del noreste de la isla de Nueva Guinea e islas Salawati, Waigeo, Yapen y posiblemente Batanta.

## Características
Pesa 172-255 g y mide 19-24 de longitud más 1-1,5 cm de cola. La capa muy característica; el pelo es de color castaño brillante, con tres bandas oscuras longitudinales y paralelas a la línea media dorsal, la central sobre ella misma, y las otras dos, una a cada lado, confluyendo las tres en la grupa que es de tonos muy oscuros y continuando a lo largo de la cola hasta el extremo, completamente negro en su superficie dorsal y pardo oscuro en la ventral. Las bandas laterales comienzan a la altura de los hombros, mientras que la central, surca longitudinalmente la cabeza desde el extremo del hocico. La cara, las extremidades anteriores y las regiones ventrales del cuello y el tronco son de tonalidades más claras, blanquecinas, grisáceas o rubias. Excepcionalmente, se dan individuos completamente negros, como el primer ejemplar de esta especie que se estudió y del que procede el nombre científico (melas significa negro).
El cuerpo recuerda al de una pequeña mangosta. Las hembras poseen un marsupio escasamente desarrollado en cuyo interior existen seis mamas.

## Dieta
Su alimentación se basa fundamentalmente insectos coloniales como hormigas y termitas. También productos vegetales.

## Comportamiento
Son animales nocturnos y huidizos. Recientemente se ha descrito la evidencia de un macho abandonando un tronco hueco acompañado por una hembra.

## Estado de conservación
Preocupación menor (LC).

## Rol ecológico
Algunos lugareños consideran que en los hogares puede causar tantos destrozos como las ratas, por lo que se presumen sus hábitos omnívoros.